# Seulfe de Reims
Seulfe de Reims (en latin : Seulfus Rhemensis) est un prélat de l'Église catholique romaine, archevêque de Reims, mort en 925.

## Biographie
Seulfe était un disciple de Remi d'Auxerre et il était l'archidiacre de l'Église de Reims.
Il est élu en 922 à la mort d'Hervé, du consentement du comte Robert Ier, « duc de la Gaule celtique » (Neustrie) et roi élu en 922 par des notables de Francie occidentale ; et sacré par Abbon évêque de Soissons. 

En 923, il fait demander le pallium au pape Jean X qui le lui adressa avec des lettres confirmatrices des privilèges de son Église.
Dès 923 il tient un concile où il impose une punition de trois ans à tous ceux qui ont participé à la bataille de Soissons de cette même année, au cours de laquelle Robert conquiert la royauté de la Francie occidentale pour Raoul sur Charles le Simple, tenant du titre depuis 898. L'historien Longueval reproche à Seulfe de soutenir les rebelles (robertiens) en se déclarant contre le roi. Vers la même époque, Seulfe couronne Emma, fille de Robert et épouse de Raoul.
En 924 il tient à Trosly un concile au cours duquel il fait donner satisfaction à Étienne, évêque de Cambrai, par le comte Isaac de Cambrai qui a incendié un château appartenant à Étienne. Le puissant comté de Cambrai est en train d'être étouffé pour devenir une principauté ecclésiastique et renforcer l'épiscopat.
L'archevêque Seulfe, d'un caractère dit-on fier et hautain, s'imagine qu'Odon et Hervé, l'un frère et l'autre neveu de son prédécesseur Hervé, manquent au respect et à la fidélité qu'ils lui doivent en qualité de vassaux de l'Église de Reims. Il les fait sommer de venir se justifier ou de se battre en duel pour prouver leur innocence. Les deux seigneurs ne font ni l'un ni l'autre. Sur leur refus, après les avoir dépouillés des biens qu'ils tiennent en fiefs de l'Église de Reims, Seulfe les fait emprisonner. Ce procédé rend ce prélat odieux, et l'on publie que, pour obtenir la détention de ces deux seigneurs, il a promis au comte Herbert II de Vermandois de faire élire son fils archevêque de Reims,.
Il meurt en 925, des suites d'un poison violent qu'on croit lui avoir été donné par les gens du comte Herbert ; ce dernier étant pressé que le siège archiépiscopal de Reims revienne à son fils Hugues, âgé alors de cinq ans,.
Fisquet note que Seulfe a « fait beaucoup de bien » à l'abbaye d'Igny (à Arcis-le-Ponsart dans la Marne).